# 青华镇
青华镇，是中华人民共和国河南省南阳市卧龙区下辖的一个乡镇级行政单位。

## 行政区划
青华镇下辖以下地区：
青北村、华寨村、赵寨村、养心庄村、三李营村、马集村、岭上村、席庄村、蔡庄村、杨关寺村、牛岗村、杨李庄村、杜庄村、高老家村、远场村、王珍庄村、青南村、后所村、黑家庄村、任家庄村、前所村、上徐寨村、民金营村和叶寨村。